# Euphorbia abdulghafooriana
Euphorbia abdulghafooriana  (лат.) — вид двудольных растений рода Молочай (Euphorbia) семейства Молочайные (Euphorbiaceae). Впервые описан пакистанским ботаником Султанулом Абедином в 2005 году.

## Распространение
Эндемик Саудовской Аравии.

## Ботаническое описание
Однолетнее травянистое стелющееся растение.
Листья продолговатые, от эллиптических до широкояйцевидных, почти асимметричные, размещены супротивно.
Плод — небольшая голая продолговатая коробочка с коричневыми семенами.